# Estadio Alberto Braglia
El Estadio Alberto Braglia (en italiano:Stadio Alberto Braglia) es un estadio de fútbol de la ciudad italiana de Módena, en Emilia-Romaña. Es el estadio del Modena Football Club, y tiene capacidad para 21 154 espectadores. Sin embargo, desde 2008 hasta 2013 también disputó allí sus partidos como local el U.S. Sassuolo, equipo de la cercana ciudad de Sassuolo. Del mismo modo, el Carpi Football Club 1909 comenzó a jugar allí en 2015 al ascender a la Serie A.